# Bror Alvin
Josef Bror Albert Alvin, född den 30 augusti 1898 i Norrköping, död den 11 juli 1983 i Stockholm, var en svensk ämbetsman. Han var bror till Erik Alvin.
Alvin diplomerades från Handelshögskolan 1918 och avlade juris kandidatexamen vid Uppsala universitet 1923. Han blev auktoriserad revisor 1931, länsbokhållare i Norrbottens län 1936, länsassessor där 1942, taxeringsintendent i Östergötlands län 1944 och taxeringskonsulent i Stockholms län 1944. Alvin var chef för Bränslekommissionens kameralbyrå 1944–1947  och landskamrerare i Kalmar län 1951–1964. Han var styrelseordförande i Kalmarbygdens sparbank 1957–1961, i Sparbanken i Kalmar 1962–1964 och i Figeholms bruk 1965–1973. Alvin blev riddare av Vasaorden 1949 och av Nordstjärneorden 1953 samt kommendör av sistnämnda orden 1957. Han vilar på Bromma kyrkogård.